# Stelling van Coase
De stelling van Coase of het Coase-theorema, toegeschreven aan de Britse econoom Ronald Coase, stelt dat particuliere economische deelnemers het probleem van externe effecten onderling kunnen oplossen. Hoe de verdeling van de rechten ook is, de partijen kunnen altijd een overeenkomst bereiken waarbij het resultaat voor iedereen beter is. Coase gaat ervan uit dat de onderhandelingsmacht van alle partijen gelijk is.
De onderliggende voorwaarden voor deze stelling zijn: 
- geen transactiekosten
- de schade veroorzaakt door externe effecten moet meetbaar zijn
- een goede omschrijving van de eigendomsrechten
- een beperkt aantal betrokken partijen

Deze stelling is een belangrijke basis voor de meeste moderne economische analyses door de overheid.
Coase heeft niet alleen in de economische wetenschap zijn stempel gedrukt, maar ook in de rechtswetenschap. Dit blijkt bijvoorbeeld uit het feit dat zijn artikel The Problem of Social Cost uit 1960 het meest geciteerde artikel in de Amerikaanse rechtswetenschap is.
Traditioneel wordt in het recht gedacht vanuit het corrective justice-principe. Iemand die een onrechtmatige daad pleegt (bijvoorbeeld een inbreuk op het eigendomsrecht) is jegens het slachtoffer verplicht schadevergoeding te betalen. Bij corrective justice gaat het om noties van moraal, goed of fout en causaal verband. 
Op basis van de theorie van Coase wordt bovenstaande conflict opgelost, doordat partijen een oplossing vinden, waarbij de maximale opbrengst wordt behaald voor de maatschappij als geheel tegen de laagst mogelijke kosten. Beide partijen concurreren om dezelfde middelen. Het gaat erom welke partij het meest wil betalen voor het middel/goed. Met andere woorden het gaat om de evaluatie van preferenties en de bereidheid hiervoor te betalen. Dit is niet altijd het slachtoffer. Doordat partijen met elkaar gaan onderhandelen, en onder de tucht van de markt, wordt een oplossing voor het conflict gevonden. 